# Unexplained Files
Unexplained Files è un programma televisivo documentaristico statunitense che tratta fenomeni paranormali e avvenimenti inspiegabili.
Nel 2013, la prima stagione del programma fu la trasmissione scientifica più seguita. La seconda stagione iniziò il 29 luglio 2014 ed è composta di 12 episodi.

## Critiche
Neil Genzlinger, critico del New York Times criticò lo show 

## Puntate

### Prima stagione (2013-2014)
- Valentich & Texas Blue Dogs
- Freaky Fires & Ghost Yacht
- Livestock Mutilation & Curse of the Ice Mummy
- UFO, Mothman & Morgellon's Disease
- Alien Rain, Beach Boom & Voynich Manuscript
- Human Combustion & Carlos de los Santos
- The Yeti

### Seconda stagione (2014)
- The Real Exorcist and Elk Extinction
- Peruvian Alien Skull and Baltic Sea UFO
- Paranormal Highway of America
- Curse of Flannan Lighthouse and Aleshenka: Russian Mummy
- Death From the Sky and Mexican Chupacabra
- Siberian Lake Serpent and Mystery of the Bosnian Pyramid[3]
- Alieni e armi nucleari (Are Aliens Attacking Our Nuclear Arsenal)
- Lost Giants of Georgia and Bridge of Death
- Mysteries at 30,000 Feet
- Voodoo Zombies & Life After Death
- Shadow People The Sun Miracle
- Aliens Monsters and Demons The New Evidence